# EBaseball Powerful Pro jakjú
Az eBaseball Powerful Pro jakjú (korábban Dzsikkjó Powerful Pro jakjú), nemzetközi címén Power Pros baseballvideójáték-sorozat, melyet a Konami fejleszt és jelentet meg. A sorozat az eltúlzott testarányú szereplőiről és gyors tempójú, azonban mély játékmenetéről ismert. A legtöbb Dzsikkjó Powerful Pro jakjú-játék a Nippon Professional Baseball és a Japan Professional Baseball Players Association licence alapján készült, így azokban szerepel a liga csapatainak nevei, címerei, stadionjai és mezei, illetve a játékosok neve és megjelenése. A Power Pros az egyik legrégebb óta futó baseballvideójáték-sorozat; első része 1994-ben jelent meg Super Famicom otthoni konzolra.
A sorozatnak 1999 óta Pavapuro-kun Pocket címmel egy kézi konzolos spin-off mellékága is megjelenik, melynek 2014-ig tizennégy számozott főjátéka jelent meg Game Boy Color, Game Boy Advance és Nintendo DS platformokra. A Pocket eredetileg a fősorozat tagja, a Success játékmód melléktörténete volt, azonban később a Konami retroaktívan különállónak nyilvánította azt. 2011-ben Powerful Golf címen egy golfozós, majd 2016-ban Dzsikkjó Powerful Soccer címen egy labdarúgásos spin-off is megjelent. A Dzsikkjó Powerful Pro jakjú testvérsorozata az élethűbb képi világú Pro jakjú Spirits, melynek első része 2004-ben jelent meg.
2006. május 12-én megjelent egy Major League Baseball-játékosokat szerepeltető Power Pros-játék Dzsikkjó Powerful Major League címmel. A játék 2007 októberében megjelent folytatása volt a sorozat első tagja, mely Japánon kívül is megjelent; a játékot 2K Sports jelentette meg Észak-Amerikában MLB Power Pros címmel. 2009-ben egy a Korea Baseball Organization licence alatt készült epizód is megjelent, melyet 2010-ben egy újabb követett.
A sorozat legfőbb ismérve a Kendzsi Fudzsioka által megalkotott különleges szereplőábrázolás. Egy Power Pros-baseballjátékos általános megjelenése a rövid test és a rendkívül széles, gasapon-kapszula alakú fej, amin nem található száj, orr, illetve fülek sem. A szereplők az érzelmeiket elsősorban a szemeikkel és a szemöldökeikkel fejezik ki. A szereplők Raymanhez hasonlíthatóak, mivel egyiküknek sincsenek lábszáraik, így a lábfejeiket semmi sem köti össze a testükkel, azonban Raymannel ellentétben a kezeik gömbalakúak, nincsenek rajta ujjak.
A sorozat legtöbb tagját a Konami oszakai stúdiója, majd az azon belül működő Pawapuro Production fejlesztette, habár a Konami kóbei és nagojai stúdiói, illetve a dél-koreai Joymoa is közreműködött a sorozaton.
A sorozat kritikailag és kereskedelmileg is elismert Japánban, ahol az eladások tekintetében 1997 óta a legsikeresebb baseballvideójáték-franchise és 2020 decemberéig 23,5 millió példányt adtak el belőle.

## Játékmenet

A dobó által eldobott labda röppályája a labdaikonon található varrások segítségével számítható ki, az ütőnek a sárga ellipszis alakú „találkozáskurzor” segítségével el kell találnia a labdát. A bal alsó sarokban a dobó- és az ütőjátékos statisztikája mellett a motiváltságuk és az aktív képességeik is fel vannak tüntetve

A sorozatnak könnyen megtanulható és játszható játékmenete van, s több tucat játékmóddal rendelkezik.
A sorozat játékmenete a Konami 1989-ben, illetve 1991-ben megjelent Gekitocu Pennant Race 2 és Namacsúkei 68 játékait veszi alapul. Tojohara „Toy“ Kódzsi, az első játék játékmechanikai tervezője és a sorozat általános producere mindkét játékokon dolgozott, és a sorozatot mindenképp az utóbbinál lefektetett ütő- és dobórendszer köré akarta felépíteni, mivel a rivális Famista játékrendszereit nem érezte elég szórakoztatónak. Mivel Tojohara rossz gyermekkori emlékeket kötött a baseballhoz, ezért a sorozat megalkotásakor fontos szempont volt, hogy az akciójátéknak érződjön, így gyors játékmenetet kapott. A Dzsikkjó Powerful Pro jakjúval ellentétben a kor többi játékában a labda röppályája kizárólag horizontálisan, a dobójátékos dobódomboni elhelyezkedésének változtatásával volt módosítható, és az ütőjátékos jó időzítéssel bármelyik dobástípusnál eltalálhatja a labdát. A Dzsikkjó Powerful Pro jakjú sorozatban ezzel szemben a játékosok egy kurzor – ami 2005-ig az elkapó keze („kesztyűkurzor” (ミットカーソル; Mitt Cursor) volt – segítségével bárhová dobhatják a labdát. A 15 óta még mielőtt a dobójátékos eldobná a labdát, látható, hogy milyen dobástípusokat tud dobni, illetve, hogy azok mennyire csapódnak az adott irányba. A labda eldobása előtt egy apró pötty jelzi az ütőjátékosnak, hogy a labda várhatóan honnan fog irányt váltani, a labda elengedése után a labdakurzor segítségével ki lehet számítani, hogy a labda hova fog érkezni. Ütéskor a játékosok nem az adott ütőjátékos elhelyezkedését jelölhetik ki az ütődobozon belül, és az ütések kimenetelét sem csak az ütés időzítése határozza meg, habár ilyen beállítás is van. A játékosok a „találkozáskurzor” (ミートカーソル; Meet Cursor) névre keresztelt rendszer segítségével határozhatják meg, hogy az ütő hol és hogyan suhintson. A találkozáskurzoron belül egy apró pont jelöli az ütő optimális pontját (真芯; sweet spot), ha a játékos azzal találja el a labdát, akkor annak potenciálisan nagyobb lesz a kilépési sebessége. A rendszerben a játékosoknak egy kurzort kell a labda irányába terelniük, majd az egyik akciógombbal meg kell határozniuk, hogy a labdát erősebben (power hit) vagy gyengébben (contact hit) üssék el. Az erősebb ütéssel a labda potenciálisan messzebbre repül, míg a gyengébbel potenciálisan könnyebben meghatározható a röppályája. A labda röppályájára az időjárás is hatással van. A kurzor méretét elsősorban az adott ütőjátékos képességei határozzák meg, de a motiváltsága, illetve akár a dobó különleges képességei is befolyással lehetnek rá.
A sorozat irányítása is jelentősen eltért a kor baseball-videójátékaitól. A korszak mainstream irányítási sémájában a bázisokra való dobásnál a kontroller jobb felén lévő egyik gomb nyomva tartása mellett a d-paden is le kell nyomni az adott bázishoz tartozó iránygombot. Ezt a Dzsikkjó Powerful Pro jakjú sorozatban leegyszerűsítették, s csak az adott bázishoz tartozó akciógombot kell lenyomni, így a védő szabadon mozgatható az iránygombokkal. Ezt a rendszert végül a legtöbb baseball-videójáték át is vette.
A sorozat egy másik sajátossága a „motiváltságrendszer”, mely kihatással van a játékosok összes képességére. A játékosok motiváltságára a teljesítményük, illetve bizonyos módokban a magánéletük vagy akár véletlenszerű események is hatással vannak. A baseballjátékosok teljesítménye már az első játéktól kezdve – a legtöbb riválissal szemben – nem csak egy támadó és egy védekező pontszámmal volt besorolva, hanem az sokkal részletesebben le volt bontva. Az általános dobójátékosi képességek négy kategóriába (a dobódobás-típusok sebessége, labdairányítás, stamina és a dobódobás-típusok mozgása), míg az általános mezőnyjátékosi képességek hét kategóriába (az elütött labda röppályája, a találkozáskurzor mérete, ütőerő, futási sebesség, az eldobott labda sebessége, védekezés, labdaelkapás, illetve, hogy az adott játékos, mely pozíciókban játszatható) vannak besorolva. Ezek egy G-től A-ig vagy S-ig terjedő skálán vannak besorolva a numerikus értékük szerint. Mivel az általános képességekkel nem lehet teljes mértékben visszaadni a valós játékosokra jellemző játékot, ezért a sorozatban szereplő másuk „különleges képességeket” is kaphatnak. Példának okáért ha egy játékos a való életben több walk-off találatot is jegyzett, akkor a játékban kap egy olyan különleges képességet, mellyel walk-off helyzetekben minden általános ütőképessége megemelkedik. A különleges képességek legtöbbje több lépcsőre van osztva, a legmagasabbat „szuperkülönleges képességnek” nevezik.
A Namacsúkei 68 különleges védőjáték-kameraállásait a kor baseball-játékaihoz igazítva leegyszerűsítették. A Super Nintendo Entertainment System nagyobb kapacitású ROM kazettájának hála már nem csak a bírók és a stadionbemondó kapott hangsávot, de a teljes értékű kommentátor is. Akada Iszao társtervező javaslatára a kommentár célja elsősorban nem a pályán történt események visszamondása, hanem azok színesítése.
A játékmódok össze vannak kötve, így például egy a Success módban létrehozott szereplő a Mylife vagy a Pennant módban folytathatja a pályafutását.

### Mérkőzésmód
A mérkőzésmód (対戦; Versus) a sorozat első tagjától része annak, amiben a játékosok egy szabadon választott csapattal egy másik ellen mérkőzhetnek meg. Többek között lehetőség van kiválasztani a napszakot, a játék hosszát, a stadiont és a játékoskereteket is. A Next óta ebben a módban a játékosok a szokványos leosztások (egy játékos a gép ellen, két játékos egymás ellen) különböző elosztásban a mesterséges intelligencia által irányított csapat (1–2, illetve a 2020 óta akár 1–4 játékos a gép ellen), illetve egymás ellen (kettő, illetve három játékos egy játékos ellen) is játszhatnak mérkőzéseseket, de két a mesterséges intelligencia által vezényelt csapat mérkőzését is megtekinthetik. A mód a 2018-tól kezdve a támogatott platformokon virtuális valóság-szemüveggel is játszható.

### Szezonmód
A szezonmódban (ペナント; „Pennant”) a játékosok egy szabadon választott csapattal teljesíthetnek egy, illetve a nyolcadik főjáték óta akár több teljes szezont is. A játékosok a sorozat hatodik főjátéka óta az új játék kezdetekor meghatározhatják, hogy egy szezon hány mérkőzésből álljon. A ligában részt vevő csapatok átrendezhetőek és eltávolíthatóak, akár egyedi csapatokat is hozzá lehet adni, de a NPB két ligáját is egybe lehet vonni. A szezon végén lehetőség van a játékosszerződések kezelésére, illetve a tavaszi edzőtáborban új képességek is taníthatóak a játékosoknak. A 2018-as kiadástól kezdve két kitalált, négyévente megrendezésre kerülő nemzetek közötti bajnokság is szerepel ebben a módban. Az egyik az olimpiai játékok, míg a másik a World Baseball Classic szabályzatát követi, azonban egyik esemény sincs licencelve. A japán csapat keretét a játékos állíthatja össze, a többi nemzet csapatai a NPB-ben szereplő, illetve kitalált játékosokkal vannak feltöltve. A mód a második főjátékban jelent meg, az első játékban csak a rövidített, jelszóalapú „Mini-Pennant” mód szerepelt. A második és a hetedik játék között legfeljebb egy szezont lehet játszani, ezt a tizenharmadikban húsz, majd a 2016-ban harminc évre emelték.

### Ligamód
Először a 3-ban jelent meg, az akkor még nem testreszabható szezonmód kiegészítésére. Ebben a módban a játékosok tetszőleges számú mérkőzést játszhatnak a mesterséges intelligencia által irányított csapatok ellen. A ligamódban a játékosok nem fejlődnek. A 13-ban beolvasztották a mérkőzésmódba.

### Forgatókönyv-mód
A forgatókönyv-módban a játékosok valódi mérkőzéseket játszhatnak vissza egy megadott kulcspillanattól, és egy megadott feladatot kell teljesíteniük. A tavasszal megjelent részekben ezen epizódokat általában az azt megelőző szezonból, míg a télen megjelentekben az aktuális évadból kerültek összeállításra. A 13-tól nem kapott helyet ez a mód a sorozatban, azonban a Portable alsorozatban van egy hasonló mód, melyben a játékosoknak kitalált eseményeket kell visszajátszaniuk. A 2018-ban visszakerült a mód a Pro jakjú Spirits sorozatból átemelt „élő” formájában. Az „élő forgatókönyv-módban” a játékosok visszajátszhatják az adott évad meccseinek kulcspillanatait, azonban az epizódok még a való életben lejátszott meccs napján elérhetővé váltak.

### Gyakorlómód
A gyakorló- vagy korábbi címén tábormódban a játékosok szabadon gyakorolhatják a dobó-, ütő-, és az általános támadó- és védőjátékot, valamint a bázisfutást.

### Success-mód
A Success-mód (サクセス) szerepjáték-, visual novel- és életszimulátor-elemekkel kombinálja a baseball-játékot. Az általános cél egy átlagos pavapuro-kun, a sorozat egyedi kinézettel nem rendelkező játékosának kiképzése, hogy az profi baseball-játékos lehessen. Általában a pavapuro-kunok amatőr szinten kezdik a játékot, legyen az középiskolai, egyetemi vagy céges játékos, és megadott időintervallumon belül el kell érniük a profi szintet. A Success-mód általában hamar, körülbelül 2–3 óra alatt teljesíthető, így általában több cselekményszál is szerepel a játékokban. Egy jó játékos létrehozásához rendkívüli tudás és szerencse szükséges. Különböző véletlenszerű események is befolyásolják a játékosok szintjének gyarapodását, példának okáért egy autóbaleset kettétörheti az adott játékos pályafutását. A magas szintű pavapuro-kunok keresettek, mivel a játékosjelszó-rendszer segítségével importálhatóak más játékokba és a legtöbb játékmódban szabadon használhatóak. A mód permadeth, illetve a save-scumming gátló játék mechanikai elemét a Torneko no daibóken: Fusigi no Dungeon című roguelike, míg a randiszimuációs elemeit a Tokimeki Memorial ihlette. A Success mód annyira népszerű, hogy számtalan kizárólag azzal foglalkozó stratégiai útmutatót is megjelentettek.

### Eikan Nine-mód
A Dzsikkjó Powerful Pro jakjú 14-ben és a 15-ben a Success mód egyik történetszálaként, illetve a 2014-től kezdve az összes főjátékban különálló módként szerepel az Eikan Nine (栄冠ナイン), melyben játékos a baseball-játékosi szerepkör helyett az edzőit veheti magára, és egy középiskolai csapatot kell Kósien-bajnokká nevelni. Az iskolákba beiratkozó diákok kitalált személyek, azonban a 2014-től kezdve meg lehet adni a kezdőévet, így az adott évben 16. életévüket betöltő, későbbi profi baseballozók is megjelenhetnek a módban. A 15-től kezdve a csapatot a harmadik iskolaév végén le lehet menteni, hogy a többi játékmódban is lehessen azt használni. A 2018-ban interneten keresztül is lehet játszani a módot. A 2010 márciusában megjelent Nettó! Powerful Kósinen című spin-off középpontjában ez a mód áll.

### Mylife-mód
A Konami a Success-mód sikerén felbuzdulva készítette el a Mylife-módot (マイライフ), mely ahhoz hasonló történetalapú játékmód, de a játékosok az egyedileg létrehozott szereplőkön kívül profi NPB-játékosokkal is játszhatnak. Ebben a módban nem szerepelnek a Success-módban feltűnő kitalált játékosok. A játékmód nehézsége a legtöbb részben dinamikusan a játékos teljesítményéhez igazodik. A Mylife-mód különböző forgatókönyv szerint is játszható, így kölcsönjátékosi (maximum egy szezon), játékos menedzseri (maximum egy szezon, kizárólag a 14-ben, mivel a sorozat megalkotása óta először 2007-ben fordult elő, hogy egy játékos a menedzseri feladatokat is ellássa az NPB-ben), profi játékosi (maximum húsz szezon), visszavonuló játékosi (maximum egy év) és egyedi játékosi (maximum húsz szezon) történetben is. A 2018-as kiadástól kezdve a szezonmódhoz hasonlóan két kitalált, négyévente megrendezésre kerülő nemzetek közötti bajnokság is szerepel ebben a módban.

### Pawafes-mód
A játékosok a Pawafes-módban (パワフェス) a korábbi játékok Success-módjában megjelent csapatok ellen mérkőzhet meg. A játékosok kizárólag a mérkőzések legfontosabb pillanatait játszhatják le, és a mérkőzések megnyerésével „összebarátkozhatnak” az ellenfél csapatának játékosaival és menedzsereivel, hogy azokat beválogassák a saját csapataik keretébe. A mód először a 2016-ban jelent meg a Success mód huszadik évfordulójának megünnepléseként. A tervek szerint nem szerepelt volna a későbbiekben, azonban a rendkívüli népszerűségének hála a következő epizódba is bekerült.

### Csapat- és játékosszerkesztő
A játékosok a csapat- és játékosszerkesztőben (アレンジ; „Arrange”) egyedi csapatokat és játékosokat hozhatnak létre, hogy azokat a bemutató mérkőzések során használhassák. A baseball-játékosok képességeit nem lehet megváltoztatni, mivel a fejlesztők szerint a játék hamar unalmassá válna, mivel a felhasználók a kedvenc játékosaik összes képességét úgyis a maximumra állítanák. A két Észak-Amerikában megjelent nagykonzolos epizódban, illetve a kizárólag Japánban megjelent folytatásban azonban erre is lehetőség van, hozzáigazodva ezzel a legtöbb nyugati sportjátékhoz.

## Áttekintés

### Dzsikkjó Powerful Pro jakjú ’94
A sorozat első játéka 1994. március 11-én jelent meg Super Famicomra, Dzsikkjó Powerful Pro jakjú ’94 címmel. A játék a fősorozat összes többi tagjához hasonlóan a japán Nippon Professional Baseball és annak játékosszövetségének licencével is rendelkezik, így a csapatok neve, mezei és emblémái, illetve a játékosok neve is a valóságot tükrözi. A játékban ezek mellett kilenc hivatalosan licencelt stadion kapott helyet (Nagoya Stadium, Tokyo Dome, Yokohama Stadium, Hiroshima Municipal Stadium, Seibu Lions Stadium, Green Stadium Kobe, Fujiidera Stadium, Chiba Marine Stadium, Fukuoka Dome), míg a Meiji Jingu Stadium és a Hanshin Koshien Stadium álnéven szerepel. A játék nem tartalmaz teljes körű évad-, sem pedig a később a sorozat névjegyévé váló Success-módot. A játékban nem lehet menteni, ehelyett egy jelszórendszer kapott helyet. A játék kommentátora Abe Norijuki.
A ’94 adja a ’95 és ’95 kaimaku-ban című mellékjátékok magját.

### Dzsikkjó Powerful Pro jakjú 2
A sorozat második főjátéka, a Dzsikkjó Powerful Pro jakjú 2 1995. február 24-én jelent meg Super Famicomra. A játék az elődjével ellentétben teljes értékű évadmóddal jelent meg, melyben már menteni is lehet, azonban a Success-módot még mindig nem tartalmazza. A Hanshin Koshien Stadium ezúttal hivatalos nevén, míg a Meiji Jingu Stadium továbbra is álnéven szerepel. A játék kommentátora Óta Motoharu.

### Dzsikkjó Powerful Pro jakjú 3
A sorozat harmadik főjátéka, a Dzsikkjó Powerful Pro jakjú 3 1996. február 29-én jelent meg Super Famicomra. Ebben a részben jelent meg a sorozat névjegyévé, legfőbb húzóerejévé váló Success-mód, illetve már a Meiji Jingu Stadium is a hivatalos nevén szerepel. A játék kommentátora egy év kihagyás után ismét Abe Norijuki, aki egészen a 2001-ben megjelent nyolcadik számozott főjátékig látja el ezt a feladatot. Ebből a kiadásból összesen 350 000 példányt adtak el.
A játéknak 1997. március 20-án Dzsikkjó Powerful Pro jakjú 3 ’97 haru címmel megjelent egy csapatkeret-frissítése, mely az 1997 tavaszi kereteket tartalmazza. A 3 adja a ’96 kaimaku-ban, a ’97 kaimaku-ban és az S, illetve a Dzsikkjó Powerful Pro jakjú Basic-ban 98 című mellékjátékok, illetve a ’96, az EX és a ’98 EX című játéktermi kiadások magját.

### Dzsikkjó Powerful Pro jakjú 4
A sorozat negyedik főjátéka 1997. március 14-én jelent meg Nintendo 64 asztali konzolra. A generációváltással nem csak a játék grafikája lett kidolgozottabb, hanem a Nintendo 64-kontrolleren található iránykarnak köszönhetően az irányítása is kifinomultabb lett. A stadionok immár poligonalapúak, de a játékosok fejformája is inkább a kapszulajátékok tárolójához lett igazítva. A játék az 1997-es szezon nyitányának megfelelő játékoskereteket tartalmaz, azonban több pontatlanság is megfigyelhető benne. Robert Rose, a Jokohama BayStars játékosa valamilyen oknál fogva kimaradt a játékból, Irabu Hideki még a Csiba Lotte Marines játékosaként szerepelt, míg Luis de los Santos keresztnevét „Lewis” alakban írták. A Success-módban először lehetett dobójátékost is létrehozni, illetve először szerepeltek benne kitalált szereplők, melyekből több a sorozat későbbi epizódjaiban is feltűnik. Ebben a részben nem kapott helyet a forgatókönyv-mód. A korábbi téglalapalakú találkozáskurzort ellipszisalakú váltotta. Ebből a kiadásból összesen 185 000 példányt adtak el.

### Dzsikkjó Powerful Pro jakjú 5
A sorozat ötödik főjátéka 1998. március 26-án jelent meg Nintendo 64-re. Ennek a résznek köszönhetően indult meg a Pavapuro-kun Pocket című spin-off sorozat. A játék grafikája és hangminősége jelentősen javult az előző epizódhoz képest. Az 5-be visszakerült az előző részből eltávolított forgatókönyv-mód. Ebből a kiadásból összesen 164 000 példányt adtak el.

### Dzsikkjó Powerful Pro jakjú 6
A sorozat hatodik főjátéka 1999. március 25-én jelent meg Nintendo 64-re. Ebben az epizódban szerepelt először a „drámai szezonmód”. Ebből a kiadásból összesen 323 000 példányt adtak el, ezzel az 1999-es év legjobban fogyó külsős cég által fejlesztett Nintendo 64-játéka lett.

### Dzsikkjó Powerful Pro jakjú 7
A sorozat hetedik főjátéka 2000. július 6-án jelent meg PlayStation 2-re, a sorozat elsődleges célplatformja ettől a résztől kezdve a Nintendo helyett a Sony otthoni konzoljai. A generációváltásnak hála a grafika immár teljesen poligonalapú, a mezeken szereplő minták, feliratok és logók teljes mértékben a valóságot tükrözik, de az eltúlzott testarányú szereplők szemeit is kisebbre szabták, szemöldököt kaptak, illetve az általános kinézetüket is egységesítették. Ebből a kiadásból megjelenésének hetében 269 000 példányt adtak el.
A játéknak 2000. december 21-én Dzsikkjó Powerful Pro jakjú 7 kettei-ban címmel megjelent egy játékoskeret-frissítése. Ebben a kiadásban nem szerepel a botrányba keveredett Macuzaka Daiszuke. Ebből a kiadásból összesen 78 000 példányt adtak el.

### Dzsikkjó Powerful Pro jakjú 8
A sorozat nyolcadik főjátéka 2001. augusztus 30-án jelent meg PlayStation 2-re. A játék grafikája és hangminősége jelentősen javult az előző epizódhoz képest. A 8-ban nem kapott helyet az előző két főjátékban szereplő drámai szezonmód. Ebben a részben hallható utoljára kommentátorként Abe Norijuki. Ez volt a sorozat első része, mely éneksávval (Jonekura Csihiro Little Soldier című dala) ellátott nyitóvideót kapott. A videót a Kyoto Animation készítette el, a stúdió a 2004-ben megjelent Dzsikkjó Powerful Pro jakjú 11-ig dolgozott a sorozaton. Ebből a kiadásból megjelenésének hetében 139 000 példányt adtak el.
A játéknak 2001. december 20-án Dzsikkjó Powerful Pro jakjú 8 kettei-ban címmel egy frissített változata is megjelent. Ez a megszokott év végi játékoskeret-frissítésen kívül számos rendszerszintű változtatást is bemutatott. Ebből a kiadásból megjelenésének hetében 29 000 példányt adtak el.

### Dzsikkjó Powerful Pro jakjú 9
A sorozat kilencedik főjátéka 2002. július 18-án, a sorozat első multi-platform részeként jelent meg Nintendo GameCube és PlayStation 2 asztali konzolokra. A játékosjelszó-rendszer nem egyezik meg a két platform között, viszont a Pavapuro-kun Pocket 4 és későbbi Pavapuro-kun Pocket-játékok jelszavait a Dzsikkjó Powerful Pro jakjú 9 és későbbi játékok GameCube-verziójában is lehet használni. A játék kommentátora Cudzsi Josinari. A 9 a sorozat első tagja, melynek grafikai motorja a cel shading technikát alkalmazza, ezzel képregényesebb megjelenést kölcsönözve a játéknak. Ebben a részben szerepelt először a „Home Run-kun” mód. Ebből a kiadásból megjelenésének hetében 194 000 példányt adtak el, melyből 158 000 a PlayStation 2-, míg 36 000 a GameCube-kiadásból került ki. A játék nyitófőcím dala Horiucsi Keiko Tommorow (mirai e no cubasza) (Tomorrow～未来への翼～) című száma.
A játéknak 2002. december 19-én Dzsikkjó Powerful Pro jakjú 9 kettei-ban címmel egy frissített változata is megjelent, mely az év végi játékoskeret-frissítésen kívül több egyéb változtatást is tartalmaz. Ebből a kiadásból megjelenésének hetében 30 000 példányt adtak el PlayStation 2-re.

### Dzsikkjó Powerful Pro jakjú 10
A sorozat tizedik főjátéka 2003. július 17-én jelent meg Nintendo GameCube és PlayStation 2 asztali konzolokra. A PlayStation 2-változat immár a gyorsabb hozzáférési időt biztosító DVD-ROM-on jelent meg. A játékban először szerepel a „Mylife”-, a „Leszámolás! Legendás játékosok”, valamint az interneten keresztüli többjátékos mód, illetve a Success-mód egyik cselekményszálában játékosok helyett egész csapatokat kell edzőként vezényelni. Utóbbiból a 14-ben Eikan Nine néven különálló játékmódot hoztak létre. A játék kommentátora Kavadzsi Naoki, aki egészen a 2009-ben megjelent Dzsikkjó Powerful Pro jakjú 2009-ig látja el ezt a feladatot. Ebből a kiadásból megjelenésének hetében 233 000 példányt adtak el, melyből 202 000 a PlayStation 2-, míg 31 000 a GameCube-kiadásból került ki. A játék nyitófőcím dala Nisina Kaori Catch Up Dream! című száma.
A játéknak 2003. december 18-án Dzsikkjó Powerful Pro jakjú 10 csó kettei-ban 2003 Memorial címmel megjelent egy játékoskeret-frissítése. Ebből a kiadásból megjelenésének hetében 66 000 példányt adtak el PlayStation 2-re.

### Dzsikkjó Powerful Pro jakjú 11
A sorozat fennállásának tizedik évfordulójának megünnepléseként kiadott tizenegyedik főjáték 2004. július 15-én jelent meg. A Mylife mód jelentős változtatásokon esett keresztül. Ez volt a sorozat első része, mely éneksávval (Nisina Kaori Mune-ippai no jume (胸いっぱいの夢) című dala) ellátott Success-zárófőcím videót kapott. Ebből a kiadásból megjelenésének hetében 220 000 példányt adtak el, melyből 193 000 a PlayStation 2-, míg 27 000 a GameCube-kiadásból került ki. A játék nyitófőcím dala Azumano Szumitada Pride című száma. Mind a két videót a Kyoto Animation készítette el, ez volt az utolsó munkájuk a sorozaton.
A játéknak 2004. december 16-án Dzsikkjó Powerful Pro jakjú 11 csó kettei-ban címmel megjelent egy játékoskeret-frissítése. Ebből a kiadásból megjelenésének hetében 35 000 példányt adtak el PlayStation 2-re.

### Dzsikkjó Powerful Pro jakjú 12
A sorozat tizenkettedik főjátéka 2005. július 14-én jelent meg Nintendo GameCube és PlayStation 2 asztali konzolokra. Ettől a verziótól kezdve megváltozott a játékosjelszó-rendszer, így az ehhez a verzióhoz készült jelszavak inkompatibilisek a korábbi kiadásokkal, habár a Dzsikkjó Powerful Pro jakjú 12–14 jelszavai használhatóak a Portable és Portable 2 kiadásokhoz. A játékban megjelenik az éljenződal-szerkesztő, mely a játékosjelszó-rendszerhez hasonló módszert használ a dalok megosztásához. Ebből a kiadásból megjelenésének hetében 287 000 példányt adtak el, melyből 250 000 a PlayStation 2-, míg 38 000 a GameCube-kiadásból került ki. A játék nyitófőcím dala Aszada Kjója Szorairo no kiszeki (空色の軌跡), míg zárófőcím dala Fudzsita Josiko Believe című száma. Az ezekhez tartozó kísérővideókat a Production I.G készítette el. Ettől a résztől kezdve a sorszámot hivatalosan nem angolul, hanem japánul kell kimondani.
A játéknak 2005. december 15-én Dzsikkjó Powerful Pro jakjú 12 kettei-ban címmel megjelent egy játékoskeret-frissítése. Ez a sorozat utolsó játéka, mely Nintendo GameCube-ra is megjelent. Ebből a kiadásból megjelenésének hetében 42 000 példányt adtak el PlayStation 2-re.

### Dzsikkjó Powerful Pro jakjú 13
A sorozat tizenharmadik főjátéka 2006. július 13-án jelent meg, kizárólag PlayStation 2-re. A játék az első PlayStation 2 exkluzív kiadás a 2001-ben megjelent nyolcadik rész óta. A Nintendo GameCube-verziót a konzol gyártásának leállítása miatt nem készítették el. Ettől a résztől kezdve megszűnik a sorozat első játéka óta szereplő forgatókönyv-mód. Jelentős játékmechanikai újításokat vezetnek be, a játékosok az internetes többjátékos módban kizárólag egy-egy megadott játékost irányíthatnak. A 13-ból eltávolították az „elkapó-ablakot” és vele együtt a kesztyűkurzort, hozzáigazítva a sorozatot a Pavapuro-kun Pocket spin-off dobó- és ütőrendszereihez. A Mylife mód ismét jelentős változáson esett át, három különálló almódot is kapott. Ebből a kiadásból megjelenésének hetében 156 000 példányt adtak el. A játék nyitófőcím dala Oka Megumi One, míg zárófőcím dala Sana Nidzsi vo mita kai? (虹を見たかい?) című száma. Az ezekhez tartozó kísérővideókat a G-Creators készítette el.
A játéknak 2006. december 14-én Dzsikkjó Powerful Pro jakjú 13 kettei-ban címmel megjelent egy frissítése, mely az év végi játékoskeret-frissítésen kívül több egyéb változtatást is tartalmaz. Ebben a kiadásban visszakerült az alapverzióból eltávolított elkapó-ablak, melyet a játékos a korábbiaktól eltérően ki is kapcsolhat. Ebből a kiadásból megjelenésének hetében 37 000 példányt adtak el.

### Dzsikkjó Powerful Pro jakjú 14
A sorozat tizennegyedik főjátéka 2007. július 19-én jelent meg, PlayStation 2-re és Wii-re. A Wii-verzióban megjelenik a mozgásérzékelős irányítás, míg az internetes többjátékos módban a játékosok egy játékos helyett immár hármat irányíthatnak, a korábban a Success-mód egyik fejezeteként szereplő Eikan Nine-mód különállóvá válik. Ebből a kiadásból megjelenésének hetében 161 000 dobozos példányt adtak el, melyből 148 000 a PlayStation 2-, míg 46 000 a Wii-kiadásból került ki. A játék nyitófőcím dala Maki Shining Road, míg zárófőcím dala Haruna Go with the Wind (kakegae no nai bokura no hi) (Go with the wind 〜かけがえのないボクらの日々〜) című száma. Az ezekhez tartozó kísérővideókat a Gonzo készítette el.
A játéknak 2007. december 20-án Dzsikkjó Powerful Pro jakjú 14 kettei-ban címmel megjelent egy játékoskeret-frissítése. Ebből a kiadásból megjelenésének hetében 37 000 dobozos példányt adtak el PlayStation 2-re.

### Dzsikkjó Powerful Pro jakjú 15
A sorozat tizenötödik főjátéka 2008. július 24-én jelent meg, PlayStation 2-re és Wii-re. A játék több játékmechanikai újítást vezetett be a sorozatba, köztük a „fordulópont-rendszert”, visszakerült a 13-ban eltávolított kesztyűrendszer, illetve eltávolították az interneten keresztüli többjátékos módot. A játék instrumentális nyitófőcím dalt használ, zárófőcím dala Araki Nacuka és Araki Maika Szojokaze Humming (そよかぜハミング♪) című száma. Az ezekhez tartozó kísérővideókat ettől a résztől kezdve a Koo-Ki készítette el.

### Dzsikkjó Powerful Pro jakjú 2009
A sorozat tizenhatodik főjátéka 2009. március 19-én jelent meg, kizárólag PlayStation 2-re. A játékban nem szerepel új Success-mód-történetszál, csak a 14 kettei-ban és a 15 fejezetei estek át kisebb változtatásokon, illetve a szereplőszerkesztőben a játékosok szemét és száját is meg lehet változtatni. Ebből a kiadásból megjelenésének hetében 44 000 dobozos példányt adtak el.

### Dzsikkjó Powerful Pro jakjú 2010
A sorozat tizenhetedik főjátéka 2010. július 15-én jelent meg, PlayStation 3 asztali-, illetve PlayStation Portable kézi konzolra. Ez a sorozat első nagyfelbontású (1080p) verziója, mely így jelentős grafikai és hangzávilágbeli előrelépésen (a korábbi Dolby Pro Logic II mesterséges térhangzást veszteségmentes, 5.1 csatornás LPCM hangformátum váltotta) ment át. Ettől a kiadástól kezdve ismét helyet kap az internetes többjátékos mód. A két kiadásban jelentős eltérések találhatóak, így például a Mylife-mód csak a PlayStation Portable-kiadásban érhető el. Az Eikan Nine- és a hazafutás-mód, illetve az éljenződal-szerkesztő egyik változatban sem szerepel. A szereplőszerkesztőben további opciók is megjelentek. A sorozat kommentátora ettől a kiadástól kezdve Dómae Hideo. A 2010-es kiadásból megjelenésének hetében 67 000 dobozos példányt adtak el, melyből 37 000 a PlayStation 3-, míg 27 000 a PlayStation Portable-kiadásból került ki. A játék instrumentális nyitófőcím dalt használ.
A játéknak nem jelent meg játékoskeret-frissítése.

### Dzsikkjó Powerful Pro jakjú 2011
A sorozat tizennyolcadik főjátéka 2011. július 14-én jelent meg, PlayStation 3 és PlayStation Portable platformokra. Elődjével szemben a két kiadás tartalma megegyezik, az előző évi játékok platformexkluzív tartalmait egybeforgatták. Eltávolították az éljenződal-szerkesztőt, így egyedi dalok csak a korábbi verziókból való importálással használhatóak. A Success mód almódjaként megjelent a SzakuSuccess és a PawaFarm, a szereplőszerkesztőben pedig már női játékosokat is létre lehet hozni. A 2011-es kiadásból megjelenésének hetében 179 000 dobozos példányt adtak el, melyből 112 000 a PlayStation 3-, míg 67 000 a PlayStation Portable-kiadásból került ki. A játék nyitófőcím dala Koh-ichiroh Ready, Steady, Go! című száma.
A játéknak 2011. december 22-én Dzsikkjó Powerful Pro jakjú 2011 kettei-ban címmel megjelent egy játékoskeret-frissítése. Ebből a kiadásból megjelenésének hetében 51 000 dobozos példányt adtak el, melyből 22 000 a PlayStation 3-, míg 29 000 a PlayStation Portable-kiadásból került ki.

### Dzsikkjó Powerful Pro jakjú 2012
A sorozat tizenkilencedik főjátéka 2012. július 19-én jelent meg, PlayStation 3, PlayStation Portable és PlayStation Vita platformokra. Ez a sorozat első játéka, mely PlayStation Vita kézi konzolra is megjelent. A játék ismét jelentős játékmechanikai újításokat vezetett be a sorozatba, köztük a kizárólag a PlayStation 3- és a PlayStation Vita-verziókban szereplő PawaSta módot, de az ütőrendszer is drasztikus változáson ment át. A 2012-es kiadásból megjelenésének hetében 104 000 dobozos példányt adtak el, melyből 63 000 a PlayStation 3-, 26 000 a PlayStation Portable-, míg 15 000 a PlayStation Vita-kiadásból került ki. A játék nyitófőcím dala Ueda Kazuhiro Chance! című száma.
A játéknak 2012. december 13-án Dzsikkjó Powerful Pro jakjú 2012 kettei-ban címmel megjelent egy játékoskeret-frissítése. Ez volt a sorozat utolsó különállóan megjelent játékoskeret-frissítése. Ebből a kiadásból megjelenésének hetében 22 000 dobozos példányt adtak el, melyből 12 000 a PlayStation 3-, míg 10 000 a PlayStation Portable-kiadásból került ki.

### Dzsikkjó Powerful Pro jakjú 2013
A sorozat huszadik főjátéka 2013. október 24-én jelent meg, PlayStation 3, PlayStation Portable és PlayStation Vita platformokra. Ez a sorozat utolsó főjátéka, mely PlayStation Portable kézi konzolra is megjelent. A sorozat tagjainak PlayStation Vita-verzió ettől a játéktól kezdve PlayStation TV-kompatibilisek. A játék Success-módjának több cselekményszála is kizárólag a PlayStation 3- és a PlayStation Vita-kiadásokban érhető el. A 2013-as kiadásból megjelenésének hetében 144 000 dobozos példányt adtak el, melyből 84 000 a PlayStation 3-, 36 000 a PlayStation Portable-, míg 24 000 a PlayStation Vita-kiadásból került ki. A játék nyitófőcím dala Szesimo Csiaki Start című száma.
A játék a szezon vége után jelent meg, így nem adtak ki hozzá játékoskeret-frissítést.

### Dzsikkjó Powerful Pro jakjú 2014
A sorozat huszonegyedik főjátéka 2014. október 23-án jelent meg, PlayStation 3 és PlayStation Vita platformokra, a sorozat fennállásának huszadik évfordulójának megünnepléseként. A játék a sorozat első olyan tagja, melyben szerepelnek külföldre igazolt játékosok. A 2014-ben ismét szerepel az Eikan Nine mód, illetve választható dobómechanizmusként átvette a Pro jakjú Spirits két gombnyomásos rendszerét. A 2014-es kiadásból megjelenésének hetében 133 000 dobozos példányt adtak el, melyből 82 000 a PlayStation 3-, míg 51 000 a PlayStation Vita-kiadásból került ki. A játék nyitófőcím dala Mao Link című száma.
A játék a szezon vége után jelent meg, így nem adtak ki hozzá játékoskeret-frissítést.

### Dzsikkjó Powerful Pro jakjú 2016
A sorozat huszonkettedik főjátéka 2016. április 28-án jelent meg, PlayStation 3, PlayStation 4 és PlayStation Vita platformokra. Ez a sorozat első játéka, mely PlayStation 4 asztali konzolra is megjelent, illetve az utolsó, mely PlayStation 3-ra. A játék számos a Dzsikkjó Powerful Pro jakjú testvérsorozatából, a Pro jakjú Spiritsből átemelt játékmechanikai elemet vezetett be a sorozatba. A 2016-os kiadásból megjelenésének hetében 242 000 dobozos példányt adtak el, melyből 102 000 a PlayStation 4-, 85 000 a PlayStation Vita-, míg 56 000 a PlayStation 3-kiadásból került ki. A játék nyitófőcím dala Mugino Jui Never-ending Tale című száma.
A játékoskereteket a korábbiaktól eltérően a szezon alatt ingyenes javítócsomagok keretében folyamatosan frissítették. 2017. április 27-én hozzáadták a játékhoz a 2017-es szezon elejei játékoskereteket, melyet az előző szezonhoz hasonlóan folyamatosan frissítettek. A játékosok a két szezon között szabadon választhatnak a játék elindításakor. A frissítéssel a hivatalos interneten keresztüli bajnokság-módot is hozzáadták a játékhoz, amely a később megjelent ingyenesen játszható Dzsikkjó Powerful Pro jakjú Championship 2017 mellékjáték magját képezte. A játékból 2016. augusztus 24-ig több, mint 500 000 példányt szállítottak le.

### Dzsikkjó Powerful Pro jakjú 2018
A sorozat huszonharmadik főjátéka 2018. április 26-án jelent meg PlayStation 4 és PlayStation Vita platformokra. A játék a sorozat első tagja, mely támogatja a PlayStation VR-t, a nagy dinamikatartományú videót (HDR) és a 2160p-s felbontást (utóbbit kizárólag PlayStation 4 Prón). Az előző játék Dómae Hideóból, Simizu Hiszasiból és Acumori Muneacuból álló választható kommentátorait Abe Norijuki egészítette ki. A 2018-as kiadásból megjelenésének hetében 192 000 dobozos példányt adtak el, melyből 134 000 a PlayStation 4-, míg 58 000 a PlayStation Vita-kiadásból került ki. A játék nyitófőcím dala Kocho Brand New Sky című száma.
A 2018 adja az ingyenesen játszható Championship 2018 című mellékjáték magját. 2019. április 27-én hozzáadták a játékhoz a 2019-es szezon elejei játékoskereteket. A játékból több mint 500 000 példányt szállítottak le.

## Játékok
A Pavapuro-kun Pocket eredetileg a Dzsikkjó Powerful Pro jakjú sorozat része volt, azonban később a Konami retroaktívan különállónak nyilvánította azt.

### Fősorozat
Általánosságban a fősorozat tagjaiban vezetik be a jelentősebb játékmechanikai újításokat és az új játékmódok is rendszerint itt jelennek meg először. 1994. és 2014. között minden évben megjelent egy az adott baseballszezonhoz igazított kiadás, illetve 2000. és 2012. között, 2009-et és 2010-et kivéve egy-egy a szezon kezdetéhez és a végéhez igazított kiadás is megjelent. A két kiadásos rendszert 2016-ban kétéves rendszerességű megjelenés és ingyenes játékoskeret-frissítések váltották.
- Dzsikkjó Powerful Pro jakjú ’94 (SFC) — 1994. március 11.
- Dzsikkjó Powerful Pro jakjú 2 (SFC) — 1995. február 24.
- Dzsikkjó Powerful Pro jakjú 3 (SFC) — 1996. február 29.
  - Dzsikkjó Powerful Pro jakjú 3 ’97 haru (SFC) — 1997. március 20.
- Dzsikkjó Powerful Pro jakjú 4 (N64) — 1997. március 14.
- Dzsikkjó Powerful Pro jakjú 5 (N64) — 1998. március 26.
- Dzsikkjó Powerful Pro jakjú 6 (N64) — 1999. március 25.
- Dzsikkjó Powerful Pro jakjú 7 (PS2) — 2000. július 6.
  - Dzsikkjó Powerful Pro jakjú 7 kettei-ban (PS2) — 2000. december 21.
- Dzsikkjó Powerful Pro jakjú 8 (PS2) — 2001. augusztus 30.
  - Dzsikkjó Powerful Pro jakjú 8 kettei-ban (PS2) — 2001. december 20.
- Dzsikkjó Powerful Pro jakjú 9 (PS2, GC) — 2002. július 18.
  - Dzsikkjó Powerful Pro jakjú 9 kettei-ban (PS2, NGC) — 2002. december 19.
- Dzsikkjó Powerful Pro jakjú 10 (PS2, NGC) — 2003. július 17.
  - Dzsikkjó Powerful Pro jakjú 10 csó kettei-ban 2003 Memorial (PS2, NGC) — 2003. december 18.
- Dzsikkjó Powerful Pro jakjú 11 (PS2, NGC) — 2004. július 15.
  - Dzsikkjó Powerful Pro jakjú 11 csó kettei-ban (PS2, NGC) — 2004. december 16.
- Dzsikkjó Powerful Pro jakjú 12 (PS2, NGC) — 2005. július 14.
  - Dzsikkjó Powerful Pro jakjú 12 kettei-ban (PS2, NGC) — 2005. december 15.
- Dzsikkjó Powerful Pro jakjú 13 (PS2) — 2006. július 13.
  - Dzsikkjó Powerful Pro jakjú 13 kettei-ban (PS2) — 2006. december 14.
- Dzsikkjó Powerful Pro jakjú 14 (PS2) — 2007. július 19.
  - Dzsikkjó Powerful Pro jakjú Wii (Wii) — 2007. július 19.
  - Dzsikkjó Powerful Pro jakjú 14 kettei-ban (PS2) — 2007. december 20.
    - Dzsikkjó Powerful Pro jakjú Wii kettei-ban (Wii) — 2007. december 20.
- Dzsikkjó Powerful Pro jakjú 15 (PS2, Wii) — 2008. július 24.
- Dzsikkjó Powerful Pro jakjú 2009 (PS2) — 2009. március 19.
- Dzsikkjó Powerful Pro jakjú 2010 (PS3, PSP) — 2010. július 15. (Dél-Koreában is megjelent, 2010. július 15-én)
- Dzsikkjó Powerful Pro jakjú 2011 (PS3, PSP) — 2011. július 14. (Dél-Koreában is megjelent, 2011. július 14-én)
  - Dzsikkjó Powerful Pro jakjú 2011 kettei-ban (PS3, PSP) — 2011. december 22.
- Dzsikkjó Powerful Pro jakjú 2012 (PS3, PS Vita, PSP) — 2012. július 19.
  - Dzsikkjó Powerful Pro jakjú 2012 kettei-ban (PS3, PS Vita, PSP) — 2012. december 13.
- Dzsikkjó Powerful Pro jakjú 2013 (PS3, PS Vita, PSP) — 2013. október 24.
- Dzsikkjó Powerful Pro jakjú 2014 (PS3, PS Vita) — 2014. október 23.
- Dzsikkjó Powerful Pro jakjú 2016 (PS4, PS3, PS Vita) — 2016. április 28.
- Dzsikkjó Powerful Pro jakjú 2018 (PS4, PS Vita) — 2018. április 26.
- eBaseball Powerful Pro jakjú 2020 (PS4, Switch) — 2020. július 9.

### Mellékjátékok
A mellékjátékok általában a főjátékok magjának átírása más videójáték-konzolokra. Innen ered a sorozat tagjainak év eleji és év végi játékoskereteket tartalmazó különálló kiadása.
- Dzsikkjó Powerful Pro jakjú ’95 (PS) — 1994. december 22.
- Dzsikkjó Powerful Pro jakjú ’95 kaimaku-ban (PS, SS) — 1995. július 14. (PS), 1995. július 28. (SS)
- Dzsikkjó Powerful Pro jakjú ’96 kaimaku-ban (SFC) — 1996. július 19.
- Dzsikkjó Powerful Pro jakjú ’97 kaimaku-ban (PS) — 1997. augusztus 28.
- Dzsikkjó Powerful Pro jakjú S (SS) — 1997. december 4.
- Dzsikkjó Powerful Pro jakjú Basic-ban 98 (SFC) — 1998. március 19.
- Pavapuro GB (GB) — 1998. március 26.
- Dzsikkjó Powerful Pro jakjú ’98 kaimaku-ban (PS) — 1998. július 23.
  - Dzsikkjó Powerful Pro jakjú ’98 kettei-ban (PS) — 1998. december 23.
- Dzsikkjó Powerful Pro jakjú ’99 kaimaku-ban (PS) — 1999. július 22.
  - Dzsikkjó Powerful Pro jakjú ’99 kettei-ban (PS) — 1999. december 25.
- Dzsikkjó Powerful Pro jakjú Dreamcast Edition (DC) — 2000. március 30.
- Dzsikkjó Powerful Pro jakjú 2000 (N64) — 2000. április 29.
- Dzsikkjó Powerful Pro jakjú 2000 kaimaku-ban (PS) — 2000. július 19.
  - Dzsikkjó Powerful Pro jakjú 2000 kettei-ban (PS) — 2000. december 21.
- Dzsikkjó Powerful Pro jakjú Basic-ban 2001 (N64) — 2001. március 29.
- Dzsikkjó Powerful Pro jakjú 2001 (PS) — 2001. június 7.
  - Dzsikkjó Powerful Pro jakjú 2001 kettei-ban (PS) — 2001. december 20.
- Dzsikkjó Powerful Pro jakjú 2002 haru (PS) — 2002. március 14.
- Dzsikkjó Powerful Pro jakjú Premium-ban (PS) — 2003. január 23.
- Dzsikkjó Powerful Pro jakjú Portable (PSP) — 2006. április 1.
- Dzsikkjó Powerful Pro jakjú Portable 2 (PSP) — 2007. április 5.
- Dzsikkjó Powerful Pro jakjú Portable 3 (PSP) — 2008. május 29.
- Dzsikkjó Powerful Pro jakjú Next (Wii) — 2009. március 19.
- Dzsikkjó Powerful Pro jakjú Portable 4 (PSP) — 2009. szeptember 17.
- Pavapuro Success Legends (PSP) — 2010. február 25.
- Nettó! Powerful Kósinen (DS) — 2010. március 18. (Dél-Koreában is megjelent)
- Dzsikkjó Powerful Pro jakjú Success Special (PS3, PS4, PS Vita) — 2016. április 28.
- Dzsikkjó Powerful Pro jakjú Heroes (3DS) — 2016. december 15.
- Dzsikkjó Powerful Pro jakjú Championship 2017 (PS4, PS3, PS Vita) — 2017. május 25.
- Dzsikkjó Powerful Pro jakjú Championship 2018 (PS4, PS Vita) — 2018. július 25.
- Dzsikkjó Powerful Pro jakjú (NS) — 2019. június 27.

### Power Majoralsorozat
A sorozat egyetlen hivatalos alsorozata, melyben Major League Baseball-csapatok szerepelnek. Az alsorozat öt játék után az MLB-licenc magas ára és a gyengébb kereskedelmi teljesítmény miatt megszűnt.
- Dzsikkjó Powerful Major League (PS2, NGC) — 2006. május 11.
- Dzsikkjó Powerful Major League 2 (PS2) — 2007. október 4. (Észak-Amerika: 2007. október 3.)
  - Dzsikkjó Powerful Major League 2 Wii (Wii) — 2007. október 4. (Észak-Amerika: 2007. október 3.)
- Dzsikkjó Powerful Major League 3 (PS2, Wii) — 2008. október 2. (Észak-Amerika: 2008. július 29., Dél-Korea: 2008. október 2.)
  - MLB Power Pros 2008 (DS) — 2008. augusztus 25. ※kizárólag Észak-Amerikában jelent meg. Alapját a Pavapuro-kun Pocket sorozat adja
- Dzsikkjó Powerful Major League 2009 (PS2, Wii) — 2009. április 29. (a PlayStation 2-verzió Dél-Koreában is megjelent, 2009. április 29-én)
- MLB Power Pros 2010 (iOS, BB) — 2010. május 6. (iOS), 2010. június 30. (BB) ※kizárólag Észak-Amerikában jelent meg

### Játéktermi kiadások
- Dzsikkjó Powerful Pro jakjú ’96 — 1996.
- Dzsikkjó Powerful Pro jakjú EX — 1997. ※Első játék a sorozatban, melyben szerepelt a hazafutás-mód, amit később visszaforgattak az otthoni változatokba
- Dzsikkjó Powerful Pro jakjú ’98 EX — 1998.
- Dzsikkjó Powerful Pro jakjú Ball Spark — 2016.[54] ※Csak tesztüzemben futott, hivatalosan nem jelent meg, a fejlesztését leállították

### Személyi számítógépes kiadások
- Dzsikkjó Powerful Pro jakjú ’96 (Win) — 1997. február 21.
- Dzsikkjó Powerful Pro jakjú ’96 (Win) — 1998. október 8.
- Dzsikkjó Powerful Pro jakjú Online taiszen-ban (Win) — 2001.

### Internetes többjátékos kiadások
Ingyenesen játszható játék, a sorozat első tagja, melyben helyet kapott az interneten keresztüli többjátékos mód. A szervereket 2004 januárjában leállították, azonban a tervek szerint később visszakapcsolták volna azokat. 2003 decembere óta a fősorozatban is van internetes többjátékos mód.
- Powerful Pro jakjú Online — 2003. április 30.[55] (2004. január 30-án leállították a szervereket)[56]

### Mobiltelefonos kiadások
- Mobile Powerful Pro jakjú kósiki License-ban (DoCoMo, au) — 2006.
feature phone-alsorozat a hivatalos NPB-licencekkel. A sorozatnak 2012-ig minden évben jelent meg az adott szezonhoz hozzáigazított epizódja.[57][58][59] 2007. és 2011. között a SoftBank hálózatán is elérhető volt. 2013. március 29-én leállították a sorozat utolsó tagját kiszolgáló szervereket[59]
- Powerful Pro jakjú Touch — 2009.
okostelefon-alsorozat, a sorozatnak 2012-ig minden évben jelent meg az adott szezonhoz hozzáigazított epizódja. 2015. április 28-án leállították a sorozat utolsó tagját kiszolgáló szervereket.[60] A sorozat első két tagja Észak-Amerikában is megjelent, az utóbbi hivatalos MLB- és MLBPA-licenccel
- Mobile Pavapuro ikkjú szokuhó (NTT DoCoMo, au, Softbank) — 2009.
2012. február 29-én leállították a játékot kiszolgáló szervereket[61]
- Powerful phurojagu KBO (SK Telecom, KT, LG Telecom) — 2009.[62]
feature phone-alsorozat, melyet a Joymoa fejlesztett. Kizárólag Dél-Koreában jelent meg, és a Nippon Professional Baseball helyett a Korea Baseball Organization licence szerepel benne. 2010-ben megjelent egy a szezonhoz hozzáigazított kiadása[63]
- Pavapuro Home Run kjószó for GREE (NTT DoCoMo, au, SoftBank) — 2011.
Dzsikkjó Powerful Pro jakjú témájú társasjáték. Kizárólag a GREE-n keresztül volt elérhető[64]
- Mobile Powerful Pro jakjú 2012 for au SmartPass (au) — 2012.
csak au SmartPass-tagoknak volt elérhető, Android operációs rendszert futtató mobiltelefonokon.[65] A játékot 2013. április 1-jén hozzáigazították az aktuális csapatfelállásokhoz. 2014. március 31-én leállították a játékot kiszolgáló szervereket[66]
- Dzsikkjó Powerful Pro jakjú 2013 World Baseball Classic (Android, iOS) — 2013.
a játék Japánon kívül, Észak-Amerikában, Dél-Koreában és Tajvanon is megjelent. 2013. december 20-án leállították a játékot kiszolgáló szervereket[67]
- Dzsikkjó Powerful Pro jakjú (Android, iOS) — 2014.
a Success játékmód korábbi fejezeteinek mobiltelefonos átirata, melyeket számos új epizóddal is kiegészítettek. 2017. november 1-ig több, mint 34 milliószor töltötték le[68]

### Egyebek

#### Játéktermi játékok
- Kattobasze! Pavapuro-kun — 1998. ※érmejáték
- Dzsikkjó Powerful Stadium — 1998. ※nyereményjáték
- Dzsikkjó Powerful jakjú-ban — 2006. ※asztali baseball-játék[69]

#### Otthoni játékok
- Nekkecu Pavapuro Champ — 2004. november 11.[70]

#### Pacsinkók
※Mindkét játékot a Kyōraku Sangyō jelentette meg
- CR Nettó Pavapuro-kun Z — 2001.[71]
- CR Nettó Pavapuro-kun X — 2001.[71]

#### Pacsinkoszimulátorok
- CR Nettó Pavapuro-kun pacsitte csonmage tacudzsin (PS2) — 2001. december 20. ※A Huckberry jelentette meg[72]

#### Egyéb videójátékok
- MLB Bobblehead! (X360, PS3) — 2011. július 6. ※a Power Major sorozat spin-offja, az Xbox 360-verzió Észak-Amerikában is megjelent
- Pavapuro Stadium (PlayStation 3, PlayStation Vita) — 2013. július 26. (2014. szeptember 3-án leállították a szervereket)[73]

#### Gyűjthető kártyajátékok
Mindkét kártyajáték a Baseball Heroes és a Prime Nine című sorozatok szabályrendszerén alapul.
- Powerful Pro jakjú Card Game — 2006. július 20.
- Powerful Pro Major League Card Game — 2006. július 20.

## A sorozat címe
A sorozat címe Tojohara javaslatára eredetileg Teke teke Pro jakjú (てけてけプロ野球) lett volna. A teke teke japán városi legenda egy fiatal lányról, akit félbevágott egy vonat, Tojohara a címmel pedig arra akart utalni, hogy a játék szereplőinek nincsenek lábszáraik, azonban a címet a felettesei azonnal elutasították. Mivel a játék a profi baseballt szimulálja, ezért Tojohara egyértelműnek találta, hogy erre a Pro jakjú (野球, ’Profi baseball’) kifejezéssel mindenképpen utalniuk kell a címben. Mivel a játék egyik húzóereje a folyamatos hangkommentár, ezért az erre rámutató Dzsikkjó (実況) kifejezés is bekerült a címbe. A címnek viszont mély benyomást kell keltenie, ezért az Exciting (エキサイティング; Izgalmas) vagy a Powerful (パワフル; Erőteljes) szavak valamelyikét is be akarták illeszteni a címbe. Végül az utóbbi mellett döntöttek, így végül Dzsikkjó Powerful Pro jakjú lett a sorozat címe. A sorozat címét hivatalosan a japán kiejtés szerint írják át, így azt „Jikkyou Pawafuru Puroyakyu” és nem „Jikkyō Powerful Pro Yakyū” alakban hozzák, és a rövidítése sem „Power Pro”, hanem „Pawapuro”. Ennek ellenére viszont a Major League alsorozat címét nem „Jikkyou Pawafuru Meja Rigu”, hanem „Jikkyou Pawafuru Major League” alakban írják, és a rövidítése sem „Pawameja”, hanem „Pawamajor”.

## Jogi viták
2005. augusztus 25-én a Konami kérelmet nyújtott be a Szöuli Központi Kerületi Bíróságon a NeoPle által fejlesztett és HanbitSoft által üzemeltetett Szin jagu című videójáték terjesztésének beszüntetése végett, mivel az szerintük plagarizálta a Dzsikkjó Powerful Pro jakjú sorozat képi világát és játékmechanikai elemeit. A bíróság végül 2006 júliusában megalapozatlannak nyilvánította a Konami vádjait.

## Fogadtatás

### Kritikai fogadtatás
A sorozat tagjai általánosságban kedvező kritikai fogadtatásban részesültek. A Famicú japán szaklap írói általában kedvező kritikával fogadják a sorozat tagjait, 12 epizódot ezüstdíjjal (30–31/40-es pontszám), 27 epizódot aranydíjjal (32–34/40-es pontszám), míg 21 epizódot platinadíjjal (35–39/40-es pontszám) jutalmaztak, ezzel szemben mindössze a sorozat hét tagját értékelték 30/40-es összpontszám alatt.
A sorozat a nyugati szaksajtóban megosztottól kedvezőig terjedő kritikai fogadtatásban részesült.

### Kereskedelmi fogadtatás
A Dzsikkjó Powerful Pro jakjú az eladások alapján 1997 óta a legnépszerűbb baseballvideójáték-sorozat Japánban. A sorozatból 2007. március 31-ig 14,8 millió, 2009 márciusáig 17 millió, 2012 márciusáig 19,5 millió, 2012 szeptemberéig 19,8 millió, 2013 júniusáig 19,9 millió, 2014 júniusáig 20,5 millió, 2016 szeptemberéig 21,4 millió, míg 2020 decemberéig 23,5 millió példányt adtak el Japánban. A ’97 kaimaku-ban, ’98 kaimaku-ban, ’99 kaimaku-ban, a 10., a 12., illetve a 2013-as, a 2016-os és a 2018-as kiadások elnyerték a PlayStation Awards-díjátadó aranydíját, mivel ezek playStationös verzióiból a digitális letöltéseket is beleszámolva több mint 500 000 példányt szállítottak le.
Észak-Amerikában a sorozat tagjaiból „borzasztóan” kevés példányt adtak el, elsősorban azért, mivel a játékosok a sorozat képi világa miatt gyereknek való játéknak vélték azt.
| Év                     | Játék                                                       | Famicú-pontszám                         |
| Főjátékok              | Főjátékok                                                   | Főjátékok                               |
| ---------------------- | ----------------------------------------------------------- | --------------------------------------- |
| 1994                   | Dzsikkjó Powerful Pro jakjú ’94                             | 34/40 (SFC)                             |
| 1995                   | Dzsikkjó Powerful Pro jakjú 2                               | 31/40 (SFC)                             |
| 1996                   | Dzsikkjó Powerful Pro jakjú 3                               | 30/40 (SFC)                             |
| 1997                   | Dzsikkjó Powerful Pro jakjú 4                               | 33/40 (N64)                             |
| 1998                   | Dzsikkjó Powerful Pro jakjú 5                               | 33/40 (N64)                             |
| 1999                   | Dzsikkjó Powerful Pro jakjú 6                               | 36/40 (N64)                             |
| 2000                   | Dzsikkjó Powerful Pro jakjú 7                               | 35/40 (PS2)                             |
| 2001                   | Dzsikkjó Powerful Pro jakjú 8                               | 33/40 (PS2)                             |
| 2002                   | Dzsikkjó Powerful Pro jakjú 9                               | 34/40 (GCN/PS2)                         |
| 2003                   | Dzsikkjó Powerful Pro jakjú 10                              | 36/40 (GCN/PS2)                         |
| 2004                   | Dzsikkjó Powerful Pro jakjú 11                              | 35/40 (GCN/PS2)                         |
| 2005                   | Dzsikkjó Powerful Pro jakjú 12                              | 35/40(PS2) 33/40 (GCN)                  |
| 2006                   | Dzsikkjó Powerful Pro jakjú 13                              | 33/40 (PS2)                             |
| 2007                   | Dzsikkjó Powerful Pro jakjú 14/Wii                          | 34/40 (PS2/Wii)                         |
| 2008                   | Dzsikkjó Powerful Pro jakjú 15                              | 35/40 (PS2/Wii)                         |
| 2009                   | Dzsikkjó Powerful Pro jakjú 2009                            | 28/40 (PS2)                             |
| 2010                   | Dzsikkjó Powerful Pro jakjú 2010                            | 38/40 (PS3) 34/40 (PSP)                 |
| 2011                   | Dzsikkjó Powerful Pro jakjú 2011                            | 37/40 (PS3) 36/40 (PSP)                 |
| 2012                   | Dzsikkjó Powerful Pro jakjú 2012                            | 36/40 (PS Vita) 35/40 (PS3) 33/40 (PSP) |
| 2013                   | Dzsikkjó Powerful Pro jakjú 2013                            | 35/40 (PS3) 34/40 (PS Vita) 31/40 (PSP) |
| 2014                   | Dzsikkjó Powerful Pro jakjú 2014                            | 35/40 (PS3/PS Vita)                     |
| 2016                   | Dzsikkjó Powerful Pro jakjú 2016                            | 37/40 (PS3/PS4/PS Vita)                 |
| 2018                   | Dzsikkjó Powerful Pro jakjú 2018                            | 38/40 (PS4/PS Vita)                     |
| 2020                   | eBaseball Powerful Pro jakjú 2020                           | 36/40 (PS4/NS)                          |
| Frissített kiadások    |                                                             |                                         |
| 2003                   | Dzsikkjó Powerful Pro jakjú 10 csó kettei-ban 2003 Memorial | 33/40 (GCN/PS2)                         |
| 2004                   | Dzsikkjó Powerful Pro jakjú 11 csó kettei-ban               | 32/40 (GCN/PS2)                         |
| 2005                   | Dzsikkjó Powerful Pro jakjú 12 kettei-ban                   | 33/40 (PS2) 32/40 (GCN)                 |
| 2006                   | Dzsikkjó Powerful Pro jakjú 13 kettei-ban                   | 35/40 (PS2)                             |
| 2007                   | Dzsikkjó Powerful Pro jakjú 14/Wii kettei-ban               | 34/40 (Wii) 33/40 (PS2)                 |
| 2011                   | Dzsikkjó Powerful Pro jakjú 2011 kettei-ban                 | 34/40 (PS3) 35/40 (PSP)                 |
| 2012                   | Dzsikkjó Powerful Pro jakjú 2012 kettei-ban                 | 35/40 (PS Vita) 34/40 (PS3) 33/40 (PSP) |
| Mellékjátékok          |                                                             |                                         |
| 1994                   | Dzsikkjó Powerful Pro jakjú ’95                             | 31/40 (PS)                              |
| 1995                   | Dzsikkjó Powerful Pro jakjú ’95 kaimaku-ban                 | 31/40 (PS/SS)                           |
| 1997                   | Dzsikkjó Powerful Pro jakjú ’97 kaimaku-ban                 | 29/40 (PS)                              |
| 1997                   | Dzsikkjó Powerful Pro jakjú S                               | 26/40 (SS)                              |
| 1998                   | Pavapuro GB                                                 | 20/40 (GB)                              |
| 1998                   | Dzsikkjó Powerful Pro jakjú ’98 kaimaku-ban                 | 30/40 (PS)                              |
| 1998                   | Dzsikkjó Powerful Pro jakjú ’98 kettei-ban                  | 28/40 (PS)                              |
| 1999                   | Dzsikkjó Powerful Pro jakjú ’99 kaimaku-ban                 | 33/40 (PS)                              |
| 1999                   | Dzsikkjó Powerful Pro jakjú ’99 kettei-ban                  | 33/40 (PS)                              |
| 2000                   | Dzsikkjó Powerful Pro jakjú Dreamcast Edition               | 31/40 (DC)                              |
| 2000                   | Dzsikkjó Powerful Pro jakjú 2000                            | 34/40 (N64)                             |
| 2000                   | Dzsikkjó Powerful Pro jakjú 2000 kaimaku-ban                | 29/40 (PS)                              |
| 2001                   | Dzsikkjó Powerful Pro jakjú 2001                            | 30/40 (PS)                              |
| 2002                   | Dzsikkjó Powerful Pro jakjú 2002 haru                       | 31/40 (PS)                              |
| 2006                   | Dzsikkjó Powerful Pro jakjú Portable                        | 32/40 (PSP)                             |
| 2007                   | Dzsikkjó Powerful Pro jakjú Portable 2                      | 34/40 (PSP)                             |
| 2008                   | Dzsikkjó Powerful Pro jakjú Portable 3                      | 33/40 (PSP)                             |
| 2009                   | Dzsikkjó Powerful Pro jakjú Next                            | 34/40 (Wii)                             |
| 2009                   | Dzsikkjó Powerful Pro jakjú Portable 4                      | 35/40 (PSP)                             |
| 2010                   | Power Pro Success Legends                                   | 29/40 (PSP)                             |
| 2010                   | Nettó! Powerful Kósinen                                     | 32/40 (NDS)                             |
| 2016                   | Dzsikkjó Powerful Pro jakjú Heroes                          | 30/40 (3DS)                             |
| Major League alsorozat |                                                             |                                         |
| 2006                   | Dzsikkjó Powerful Major League                              | 34/40 (GCN/PS2)                         |
| 2007                   | Dzsikkjó Powerful Major League 2                            | 30/40 (PS2/Wii)                         |
| 2008                   | Dzsikkjó Powerful Major League 3                            | 31/40 (PS2/Wii)                         |
| 2009                   | Dzsikkjó Powerful Major League 2009                         | 35/40 (PS2/Wii)                         |

| Év                     | Cím                                                         | Platform                                            | Eladások                                   | Eladások                                      |
| Év                     | Cím                                                         | Platform                                            | Első hét                                   | Összesen                                      |
| Főjátékok              | Főjátékok                                                   | Főjátékok                                           | Főjátékok                                  | Főjátékok                                     |
| ---------------------- | ----------------------------------------------------------- | --------------------------------------------------- | ------------------------------------------ | --------------------------------------------- |
| 1994                   | Dzsikkjó Powerful Pro jakjú ’94                             | Super Famicom                                       | N/A                                        | N/A                                           |
| 1995                   | Dzsikkjó Powerful Pro jakjú 2                               | Super Famicom                                       | 88 783                                     | 169 367                                       |
| 1996                   | Dzsikkjó Powerful Pro jakjú 3                               | Super Famicom                                       | 147 091                                    | 349 877                                       |
| 1997                   | Dzsikkjó Powerful Pro jakjú 4                               | Nintendo 64                                         | 78 889                                     | 184 871                                       |
| 1998                   | Dzsikkjó Powerful Pro jakjú 5                               | Nintendo 64                                         | 76 151                                     | 164 311                                       |
| 1999                   | Dzsikkjó Powerful Pro jakjú 6                               | Nintendo 64                                         | 155 511                                    | 323 158                                       |
| 2000                   | Dzsikkjó Powerful Pro jakjú 7                               | PlayStation 2                                       | 142 152                                    | 313 628                                       |
| 2001                   | Dzsikkjó Powerful Pro jakjú 8                               | PlayStation 2                                       | 139 010                                    | 276 092                                       |
| 2002                   | Dzsikkjó Powerful Pro jakjú 9                               | PlayStation 2 Nintendo Gamecube                     | 158 502 (PS2) 36 063 (GCN)                 | 423 813 (PS2) 105 919 (GCN)                   |
| 2003                   | Dzsikkjó Powerful Pro jakjú 10                              | PlayStation 2 Nintendo Gamecube                     | 202 428 (PS2) 31 009 (GCN)                 | 505 313 (PS2) 85 783 (GCN)                    |
| 2004                   | Dzsikkjó Powerful Pro jakjú 11                              | PlayStation 2 Nintendo Gamecube                     | 193 114 (PS2) 27 192 (GCN)                 | 392 483 (PS2) 76 218 (GCN)                    |
| 2005                   | Dzsikkjó Powerful Pro jakjú 12                              | PlayStation 2 Nintendo Gamecube                     | 248 745 (PS2) 33 766 (GCN)                 | 434 232 (PS2) 78 803 (GCN)                    |
| 2006                   | Dzsikkjó Powerful Pro jakjú 13                              | PlayStation 2                                       | 156 384                                    | 358 936                                       |
| 2007                   | Dzsikkjó Powerful Pro jakjú 14                              | PlayStation 2 Wii                                   | 147 993 (PS2) 46 280 (Wii)                 | 300 007 (PS2) 111 825 (Wii)                   |
| 2008                   | Dzsikkjó Powerful Pro jakjú 15                              | PlayStation 2 Wii                                   | 86 950 (PS2) 19 991 (Wii)                  | 213 551 (PS2) 68 413 (Wii)                    |
| 2010                   | Dzsikkjó Powerful Pro jakjú 2010                            | PlayStation 3 PlayStation Portable                  | 114 949 (PS3) 53 339 (PSP)                 | 221 486 (PS3) 173 845 (PSP)                   |
| 2011                   | Dzsikkjó Powerful Pro jakjú 2011                            | PlayStation 3 PlayStation Portable                  | 111 727 (PS3) 67 134 (PSP)                 | 222 708 (PS3) 182 505 (PSP)                   |
| 2012                   | Dzsikkjó Powerful Pro jakjú 2012                            | PlayStation 3 PlayStation Portable PlayStation Vita | 63 346 (PS3) 26 465 (PSP) 14 669 (PS Vita) | 138 196 (PS3) 83 824 (PSP) 34 857 (PS Vita)   |
| 2013                   | Dzsikkjó Powerful Pro jakjú 2013                            | PlayStation 3 PlayStation Portable PlayStation Vita | 84 103 (PS3) 37 982 (PSP) 22 396 (PS Vita) | 228 093 (PS3) 131 199 (PSP) 66 887 (PS Vita)  |
| 2014                   | Dzsikkjó Powerful Pro jakjú 2014                            | PlayStation 3 PlayStation Vita                      | 76 924 (PS3) 42 397 (PS Vita)              | 132 841 (PS3) 88 331 (PS Vita)                |
| 2016                   | Dzsikkjó Powerful Pro jakjú 2016                            | PlayStation 3 PlayStation 4 PlayStation Vita        | 46 314 (PS3) 75 505 (PS4) 66 661 (PS Vita) | 100 626 (PS3) 208 867 (PS4) 183 022 (PS Vita) |
| 2018                   | Dzsikkjó Powerful Pro jakjú 2018                            | PlayStation 4 PlayStation Vita                      | 133 555 (PS4) 58 211 (PS Vita)             | 255 850 (PS4) 119 754 (PS Vita)               |
| 2020                   | eBaseball Powerful Pro jakjú 2020                           | Nintendo Switch PlayStation 4                       | 94 876 (NS) 91 547 (PS4)                   | 284 876 (NS) 189 649 (PS4)                    |
| Frissített kiadások    |                                                             |                                                     |                                            |                                               |
| 1996                   | Dzsikkjó Powerful Pro jakjú ’96 kaimaku-ban                 | Super Famicom                                       | 31 210                                     | 147 620                                       |
| 2000                   | Dzsikkjó Powerful Pro jakjú 7 kettei-ban                    | PlayStation 2                                       | N/A                                        | 77 731                                        |
| 2001                   | Dzsikkjó Powerful Pro jakjú 8 kettei-ban                    | PlayStation 2                                       | 28 927                                     | 108 530                                       |
| 2002                   | Dzsikkjó Powerful Pro jakjú 9 kettei-ban                    | PlayStation 2 Nintendo GameCube                     | 30 197 (PS2) 13 243 (GCN)                  | 124 650 (PS2) 22 184 (GCN)                    |
| 2003                   | Dzsikkjó Powerful Pro jakjú 10 csó kettei-ban 2003 Memorial | PlayStation 2 Nintendo GameCube                     | 66 009 (PS2)                               | 198 734 (PS2) 44 410 (GCN)                    |
| 2004                   | Dzsikkjó Powerful Pro jakjú 11 csó kettei-ban               | PlayStation 2 Nintendo GameCube                     | 34 902 (PS2) 7 371 (GCN)                   | 106 890 (PS2) 33 505 (GCN)                    |
| 2005                   | Dzsikkjó Powerful Pro jakjú 12 kettei-ban                   | PlayStation 2 Nintendo GameCube                     | 41 820 (PS2)                               | 123 164 (PS2) 14 047 (GCN)                    |
| 2006                   | Dzsikkjó Powerful Pro jakjú 13 kettei-ban                   | PlayStation 2                                       | 37 256                                     | 117 698                                       |
| 2007                   | Dzsikkjó Powerful Pro jakjú 14 kettei-ban                   | PlayStation 2 Wii                                   | 37 480 (PS2) 11 000 (Wii)                  | 111 160 (PS2) 11 000 (Wii)                    |
| 2009                   | Dzsikkjó Powerful Pro jakjú 2009                            | PlayStation 2                                       | 44 136                                     | 166 085                                       |
| 2011                   | Dzsikkjó Powerful Pro jakjú 2011 kettei-ban                 | PlayStation 3 PlayStation Portable                  | 22 236 (PS3) 29 470 (PSP)                  | 61 706 (PS3) 81 430 (PSP)                     |
| 2012                   | Dzsikkjó Powerful Pro jakjú 2012 kettei-ban                 | PlayStation 3 PlayStation Portable PlayStation Vita | 12 365 (PS3) 9 786 (PSP) 3 519 (PS Vita)   | 43 097 (PS3) 39 802 (PSP) 15 011 (PS Vita)    |
| Mellékjátékok          |                                                             |                                                     |                                            |                                               |
| 1994                   | Dzsikkjó Powerful Pro jakjú ’95                             | PlayStation                                         | N/A                                        | 94 419                                        |
| 1995                   | Dzsikkjó Powerful Pro jakjú ’95 kaimaku-ban                 | PlayStation, Sega Saturn                            | 33 951 (PS) 34 682 (SS)                    | 54 980 (PS) 47 567 (SS)                       |
| 1996                   | Dzsikkjó Powerful Pro jakjú ’96 kaimaku-ban                 | Super Famicom                                       | 61 210                                     | 147 620                                       |
| 1997                   | Dzsikkjó Powerful Pro jakjú ’97 kaimaku-ban                 | PlayStation                                         | 163 337                                    | 488 309                                       |
| 1997                   | Dzsikkjó Powerful Pro jakjú S                               | Sega Saturn                                         | 11 431                                     | 11 431                                        |
| 1998                   | Dzsikkjó Powerful Pro jakjú Basic-ban 98                    | Super Famicom                                       | N/A                                        | N/A                                           |
| 1998                   | Power Pro GB                                                | Game Boy                                            | 13 021                                     | 13 021                                        |
| 1998                   | Dzsikkjó Powerful Pro jakjú ’98 kaimaku-ban                 | PlayStation                                         | 207 426                                    | 550 838                                       |
| 1998                   | Dzsikkjó Powerful Pro jakjú ’98 kettei-ban                  | PlayStation                                         | 52 125                                     | 284 892                                       |
| 1999                   | Dzsikkjó Powerful Pro jakjú ’99 kaimaku-ban                 | PlayStation                                         | 324 751                                    | 754 752                                       |
| 1999                   | Dzsikkjó Powerful Pro jakjú ’99 kettei-ban                  | PlayStation                                         | 36 675                                     | 215 593                                       |
| 2000                   | Dzsikkjó Powerful Pro jakjú Dreamcast Edition               | Dreamcast                                           | 14 453                                     | 46 692                                        |
| 2000                   | Dzsikkjó Powerful Pro jakjú 2000                            | Nintendo 64                                         | 99 621                                     | 266 027                                       |
| 2000                   | Dzsikkjó Powerful Pro jakjú 2000 kaimaku-ban                | PlayStation                                         | 80 982                                     | 262 877                                       |
| 2000                   | Dzsikkjó Powerful Pro jakjú 2000 kettei-ban                 | PlayStation                                         | 18 982                                     | 87 655                                        |
| 2001                   | Dzsikkjó Powerful Pro jakjú Basic-ban 2001                  | Nintendo 64                                         | 24 058                                     | 112 001                                       |
| 2001                   | Dzsikkjó Powerful Pro jakjú 2001                            | PlayStation                                         | 62 277                                     | 222 859                                       |
| 2001                   | Dzsikkjó Powerful Pro jakjú 2001 kettei-ban                 | PlayStation                                         | N/A                                        | N/A                                           |
| 2002                   | Dzsikkjó Powerful Pro jakjú 2002 haru                       | PlayStation                                         | 16 949                                     | 114 940                                       |
| 2003                   | Dzsikkjó Powerful Pro jakjú Premium-ban                     | PlayStation                                         | 12 254                                     | 88 830                                        |
| 2006                   | Dzsikkjó Powerful Pro jakjú Portable                        | PlayStation Portable                                | 38 836                                     | 150 431                                       |
| 2007                   | Dzsikkjó Powerful Pro jakjú Portable 2                      | 27 213                                              | 118 126                                    |                                               |
| 2008                   | Dzsikkjó Powerful Pro jakjú Portable 3                      | 109 436                                             | 362 087                                    |                                               |
| 2009                   | Dzsikkjó Powerful Pro jakjú Next                            | Wii                                                 | 18 544                                     | 78 019                                        |
| 2009                   | Dzsikkjó Powerful Pro jakjú Portable 4                      | PlayStation Portable                                | 107 907                                    | 261 689                                       |
| 2010                   | Power Pro Success Legends                                   | PlayStation Portable                                | 15 902                                     | 60 520                                        |
| 2010                   | Nettó! Powerful Kósinen                                     | Nintendo DS                                         | 9 294                                      | 48 604                                        |
| 2016                   | Dzsikkjó Powerful Pro jakjú Heroes                          | Nintendo 3DS                                        | 28 145                                     | 125 946                                       |
| 2019                   | Dzsikkjó Powerful Pro jakjú                                 | Nintendo Switch                                     | 75 505                                     | 225 614                                       |
| Major League alsorozat |                                                             |                                                     |                                            |                                               |
| 2006                   | Dzsikkjó Powerful Major League                              | PlayStation 2 Nintendo GameCube                     | 97 208 (PS2) 13 484 (GCN)                  | 210 398 (PS2) 38 983 (GCN)                    |
| 2007                   | Dzsikkjó Powerful Major League 2                            | PlayStation 2 Wii                                   | 42 946 (PS2) 6 784 (Wii)                   | 128 681 (PS2) 25 416 (Wii)                    |
| 2008                   | Dzsikkjó Powerful Major League 3                            | PlayStation 2 Wii                                   | 18 073 (PS2) 4 250 (Wii)                   | 43 300 (PS2) 4 250 (Wii)                      |
| 2009                   | Dzsikkjó Powerful Major League 2009                         | PlayStation 2 Wii                                   | 40 385 (PS2) 17 080 (Wii)                  | 80 664 (PS2) 44 213 (Wii)                     |

### Hatása
A sorozat több dobástípusra is kitalált megnevezést használ (példának okáért a egyenes irányban lefelé csapodó slider a „V slider” nevet kapta), melyeket több videójáték; elsősorban a Bandai Namco Entertainment címei is átvettek. Vada Cujosi horizontálisan és vertikálisan is csapódó sliderét V slidernek nevezi, noha az nem teljesen egyezik a sorozatban szereplő dobással.
2016-ban a Japán Évfordulószövetség augusztus 26-át Pavapuro-napnak (パワプロの日) nyilvánította.

## További információ
- A sorozat weboldala (japánul)